# Walhain
Walhain városa a belga Vallónia régióban, Vallon-Brabant tartományban található. A városnak kb. 6000 lakosa van és 1977. január 1-jén jött létre három, korábban önálló település összevonásával: Nil-Saint-Vincent-Saint-Martin, Tourinnes-Saint-Lambert és Walhain-Saint-Paul.
A város igen szép természeti környezetben fekszik, jól megközelíthető a 4-es úton vagy az E411 autópályán.

## Története
Walhain a Nil folyó völgyében fekszik, amint ezt számos településnév (Nil-Saint-Martin, Nil-Pierreux) is tanúsítja. Először i.e. 10 000 körül, a késő kőkorszakban telepedtek meg nomád vadászok a folyó völgyében. Újkőkori utódaik már állandó településeket alakítottak ki, földeket műveltek és állattenyésztéssel foglalkoztak a Nile, Orne és a Corbais folyók mentén. I.e. 58 és 52 között Julius Caesar légiói meghódították és a környéket, és a római korszakra az E411-es út hídja közelében, Saint-Martin mellett feltárt római villa maradványai emlékeztetnek. Ez az épület a ma „Fond des Vaux”, vagyis sírok mezeje néven ismert területen állt. A valaha itt található temetkezési helyek mára viszont teljesen eltűntek.
I.sz. 260 és 278 között az egyre intenzívebb barbár támadások miatt a Gallia tartomány északi részét, a Bavay–Köln úttól északra fekvő területeket a rómaiak kiürítették és szinte a középkorig nem is tért magához a Nil völgye a barbár hódításból. Nil-Pierreux területén a Liège-i Püspökség fennhatósága alá tartozó nemes úr telepedett le, aki itt építette fel kastélyát, megerősített házát és farmépületeit, ahonnan birtokait igazgatta. Felépült egy kápolna is, amelyet 1205-ben a nemrég alapított Salzinnes-lez-Namur kolostornak adományozott. A kolostor 1218-ban további földeket kapott Saint-Vincent környékén, amelyek korábban a nagy Stavelot–Malmedy bencés apátsághoz tartoztak, és hamarosan művelés alá vonták ezeket a birtokokat is. A környék másik nagy földbirtokosa a nivelles-i apátság volt, amely jelentős birtokokkal rendelkezett Nil-Pierreux és Nil-Saint-Vincent környékén.
Saint-Martin település nagybirtokosa a Gembloux-is apátság volt, a brabanti hercegek fennhatósága alatt, akik a földesúri jogokat Sombreffe bárójának delegálták. Utóbbi helyben építette fel megerősített házát, amely a mai Saint-Martin kastély elődje.
A térség fejlődésére nagy hatással volt, a Brüsszelt Namurrel, valamint a Nivellest Tirlemontal összekötő útvonal is erre vezetett. A korai középkorban fontos állomása volt a Santiago de Compostela felé igyekvő zarándokoknak. A térség gazdaságát a mezőgazdaság dominálta, Nile-Pierreux és Alvaux területén vízimalmok, Nil-Pierreux-ben kőfejtő működött.
A francia forradalom és a rákövetkező hódítás gyökeres változásokat hozott a település életében, a korábbi birtokosi címeket megsemmisítették és kialakultak a mai települések elődei: Nil-Saint Vincent, Nil-Saint-Martin, Corbais, Tourinnes-les-Ourdons, Saint-Lambert, Walhain, St. Paul és Sart-Walhain. Nil-Saint Vincent és Nil-Saint-Martin 1812-ben egyesült, Napóleon rendeletére, aki éppen Moszkvában, az oroszországi hadjárat idején írta alá az erről szóló rendeletet.

## Érdekességek
- Belgium középpontja Nil-Saint Vincent település területén, a villamos pályaudvar mögött, a Nil folyó partja mellett található. A pontos helyet egy Belgiumot ábrázoló térkép, nemzeti zászló és Walhain város címere jelöli.
- A 19. század során a gazdasági problémák miatt nagyszámú vallon emigrált az Egyesült Államokba. A kivándorlás egyik célpontja Wisconsin állam volt és a kitelepült vallonoknak sikerült megőrizniük kultúrájukat, nyelvüket és identitásukat. Ennek is köszönhető, hogy Wisconsin-ban is található egy Walhain nevű város.
- A város arról nevezetes, hogy kis mérete ellenére is két sikeres sportegyesület működik területén. Az RFC Wallonia Walhain CG labdarúgócsapat a belga bajnokság harmadik osztályában szerepelt egészen 2007-ig. A Volley Club Walhain röplabdaklub férfi és női csapata is sikeresen szerepel a belga nemzeti bajnokságban, előbbi az első osztályban (Nationale I Messieurs), míg utóbbi a nemzeti harmadik osztályban (Nationale III Dames) szerepel.[2]
- A 18. században Walhain területén ültette el az első krumplit Antoine-Augustin Parmentier élelmiszer termelés céljából.